# Vulcão Poás
O vulcão Poás é um estratovulcão situado na região central da Costa Rica. Desde 1828, foram observadas 39 erupções. O vulcão tem 2 crateras principais, no topo. Fica localizado no Parque Nacional Vulcão Poás, distante cerca de 40 km de San José.

## Ligações externas

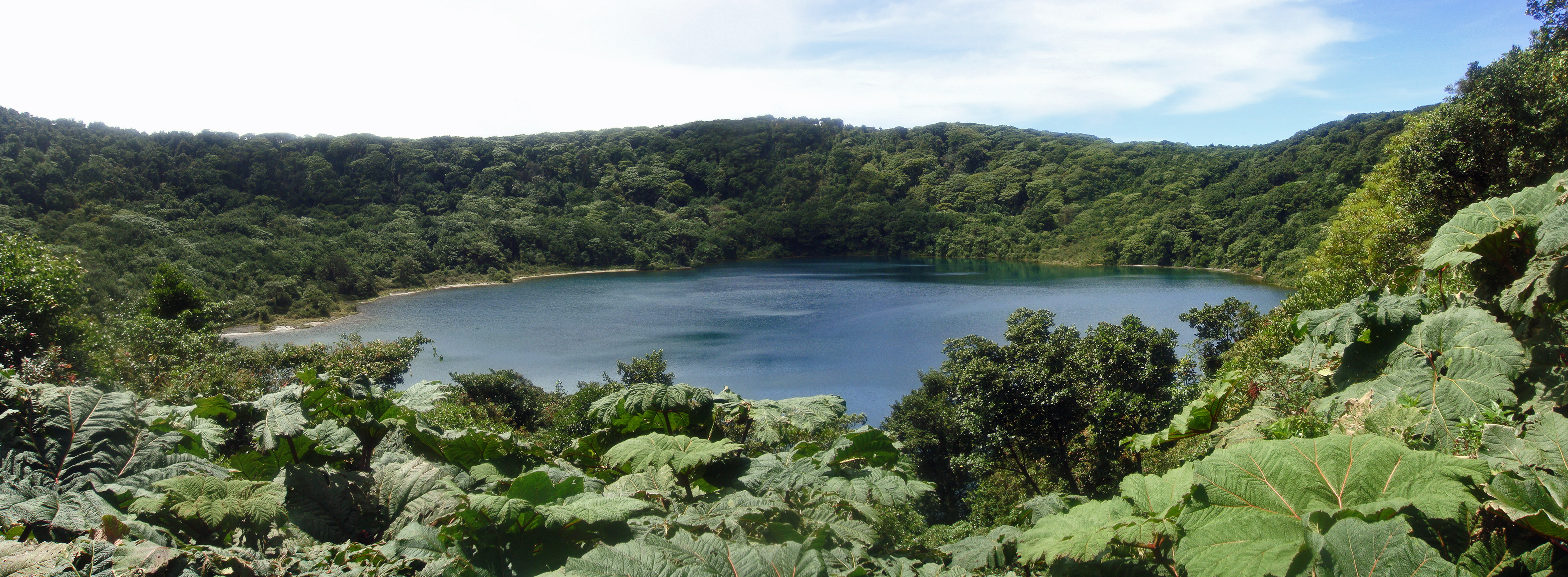
A Lagoa Botos é uma cratera inativa localizada dentro do Parque Nacional do Vulcão Poás.

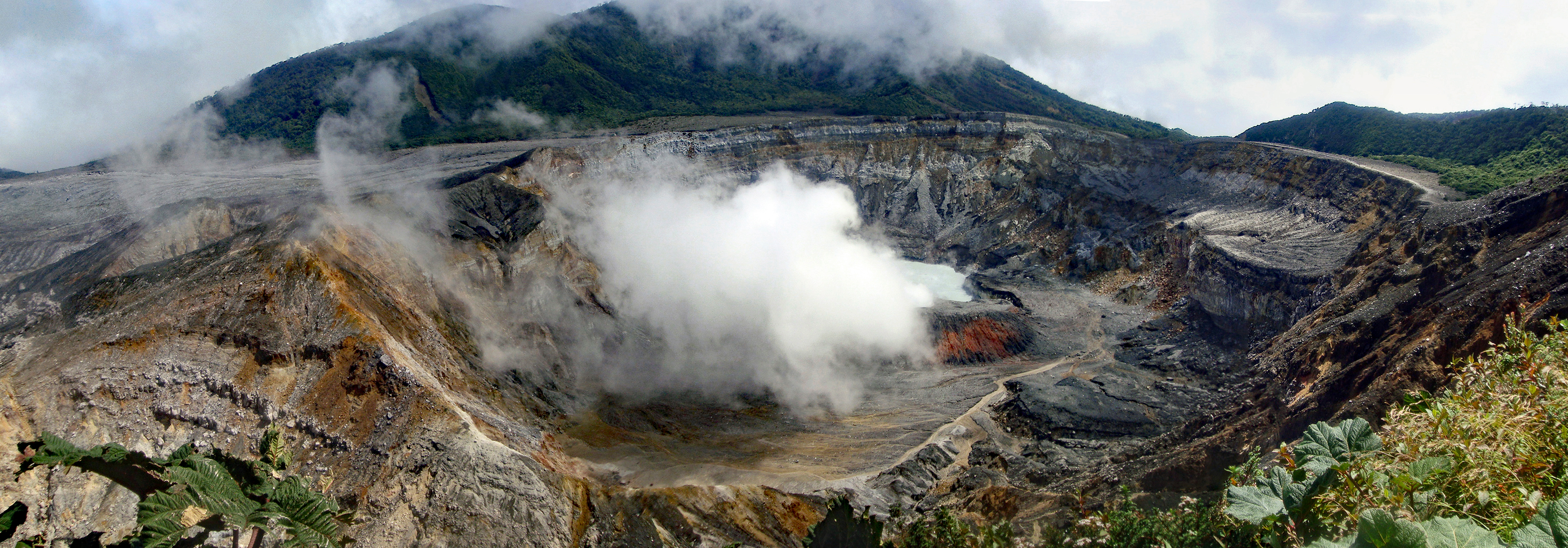
Cratera do vulcão Poás com atividade de fumarolas.